# Моррилл, Ровена
Ровена Моррилл (англ. Rowena Morrill; 14 сентября 1944 — 11 февраля 2021) — американская художница и иллюстратор фэнтезийных и научно-фантастических книг.

## Биография
Родилась в 1944 году в семье военного, благодаря чему имела возможность много путешествовать. За время частых переездов впитала в себя всё разнообразие культуры Италии, Японии, многих регионов США. Ровена начала писать в возрасте 23-х лет, но долгое время её творчество не выходило за рамки лёгкого увлечения. С 1973 года Ровена жила и работала в Нью-Йорке, где, благодаря своеобразному жизненному опыту, яркой фантазии, таланту, совершенному стилю и технике, становится популярной в среде фанов научной фантастики, художников и творческих студентов. На протяжении карьеры её работами были украшены обложки сотен книг, календарей и таких журналов как Плейбой и Омни. В 2000 году за работу над обложкой книги «The Garden of the Stone» Ровена была в числе номинантов на получение премии ASFA (Association of Science Fiction and Fantasy Artists) в категории «Лучшее оформление обложки».
В последнее время Ровена проживала в северной части штата Нью-Йорк, черпая вдохновение в прекрасных сельских пейзажах.